# Téglalapszámok
A számelméletben a téglalapszámok olyan figurális számok, melyek felírhatók két, egymást követő nemnegatív egész szám szorzataként, tehát n(n + 1) alakban. Már Arisztotelész is tanulmányozta őket. A téglalapszámok általánosíthatók az n(n + k) alakú számokra.
Az első néhány téglalapszám:
0, 2, 6, 12, 20, 30, 42, 56, 72, 90, 110, 132, 156, 182, 210, 240, 272, 306, 342, 380, 420, 462 … (A002378 sorozat az OEIS-ben).

## Figurális számokként
Arisztotelész metafizikájában a téglalapszámokat más figurális számokkal, a háromszögszámokkal és négyzetszámokkal együtt tanulmányozták, felfedezésük még korábbra, a püthagoreusokhoz köthető.
A sokszögszámok mintájára:
| * · * | * · * · * · * · * · * | * · * · * · * · * · * · * · * · * · * · * · * | * · * · * · * · * · * · * · * · * · * · * · * · * · * · * · * · * · * · * · * |
| 1×2   | 2×3                   | 3×4                                           | 4×5                                                                           |
Az n-edik téglalapszám épp kétszerese az n-edik háromszögszámnak és n-nel haladja meg az n-edik négyzetszámot, ami az alternatív n2 + n képletükből is világos. Az n-edik téglalapszám éppen a páratlan négyzetszám (2n + 1)2 és az (n+1)-edik középpontos hatszögszám közötti különbség.

## Elsőntéglalapszám összege

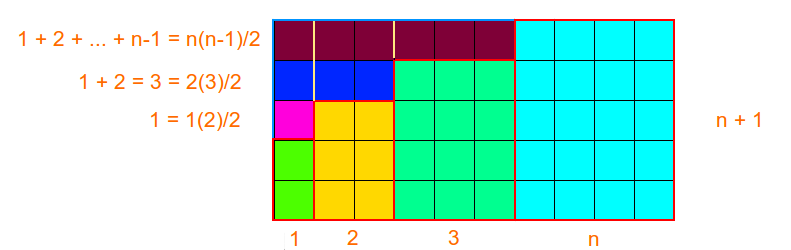
A téglalapszámok egy részösszegének vizuális ábrázolása

A téglalapszámok figurális mivoltuk miatt a legegyszerűbben téglalapokként ábrázolhatóak, ahogyan az ábrán látható. Az első n téglalapszám összegét meghatározhatjuk, ha a nagy téglalap területéből kivonjuk a nem kellő területeket.
A nagy téglalap területe {\displaystyle (1+2+\cdots +n)\cdot (n+1)={\frac {n(n+1)^{2}}{2}}}.
Megfigyelhető, hogy a felesleges részek területei soronként az első 1, 2, ..., n-1 pozitív szám összegei, azaz {\displaystyle (1)+(1+2)+\cdots +(1+2+\cdots +n-1)={\frac {1(2)}{2}}+{\frac {2(3)}{2}}+\cdots +{\frac {n(n-1)}{2}}}.
Továbbá látható, hogy a felesleges részek pontosan az első n-1 téglalapszám összegének a fele.
Ekkor ha {\displaystyle f(n)} az első n téglalapszám összegét adja meg, akkor {\displaystyle f(n)={\frac {n(n+1)^{2}}{2}}-{\frac {f(n-1)}{2}}}.
Felhasználva, hogy {\displaystyle f(n)=f(n-1)+n(n+1)} és az algebra szabályait segítségül hívva:
{\displaystyle f(n)={\frac {n(n+1)^{2}-f(n)+n(n+1)}{2}}}
{\displaystyle 2f(n)=n(n+1)^{2}-f(n)+n(n+1)}
{\displaystyle 3f(n)=n(n+1)^{2}+n(n+1)}
{\displaystyle 3f(n)=n(n+1)(n+1+1)}
{\displaystyle f(n)={\frac {n(n+1)(n+2)}{3}}}
Azaz
{\displaystyle \sum _{i=1}^{n}i(i+1)={\frac {n(n+1)(n+2)}{3}}}

## Reciprokösszegek
Az első n pozitív téglalapszám reciprokösszege a következőképpen alakul:
{\displaystyle {\frac {1}{1\cdot 2}}+{\frac {1}{2\cdot 3}}+{\frac {1}{3\cdot 4}}+\cdots +{\frac {1}{(n-1)\cdot n}}+{\frac {1}{n\cdot (n+1)}}}
{\displaystyle =\left({\frac {1}{1}}-{\frac {1}{2}}\right)+\left({\frac {1}{2}}-{\frac {1}{3}}\right)+\cdots +\left({\frac {1}{n-1}}-{\frac {1}{n}}\right)+\left({\frac {1}{n}}-{\frac {1}{n+1}}\right)}
{\displaystyle ={\frac {1}{1}}+\left(-{\frac {1}{2}}+{\frac {1}{2}}\right)+\left(-{\frac {1}{3}}+{\frac {1}{3}}\right)+\cdots +\left(-{\frac {1}{n-1}}+{\frac {1}{n-1}}\right)+\left(-{\frac {1}{n}}+{\frac {1}{n}}\right)-{\frac {1}{n+1}}}
{\displaystyle =1-{\frac {1}{n+1}}}
{\displaystyle ={\frac {n}{n+1}}}
Ebből kifolyólag a pozitív téglalapszámok reciprokösszege 1:
{\displaystyle \sum _{i=1}^{\infty }{\frac {1}{i(i+1)}}=\lim _{n\rightarrow \infty }{\frac {n}{n+1}}=1}

### Általánosítás
A téglalapszámok általánosíthatóak {\displaystyle n(n+k)} alakúra, ahol {\displaystyle k\in \mathbb {Z} ^{+}}. Ebben az esetben az első n pozitív téglalapszám reciprokösszege a következő:
{\displaystyle {\frac {1}{1\cdot (1+k)}}+{\frac {1}{2\cdot (2+k)}}+{\frac {1}{3\cdot (3+k)}}+\cdots +{\frac {1}{(n-1)\cdot (n+k-1)}}+{\frac {1}{n\cdot (n+k)}}}
{\displaystyle ={\frac {1}{k}}\cdot {\Biggr [}\left({\frac {1}{1}}-{\frac {1}{1+k}}\right)+\left({\frac {1}{2}}-{\frac {1}{2+k}}\right)+\cdots +\left({\frac {1}{n-1}}-{\frac {1}{n+k-1}}\right)+\left({\frac {1}{n}}-{\frac {1}{n+k}}\right){\Biggr ]}}
{\displaystyle ={\frac {1}{k}}\cdot {\Biggr [}\left({\frac {1}{1}}+{\frac {1}{2}}+\cdots +{\frac {1}{n}}\right)+\left(-{\frac {1}{1+k}}-{\frac {1}{2+k}}-\cdots -{\frac {1}{n+k}}\right){\Biggr ]}}
{\displaystyle ={\frac {1}{k}}\cdot {\Biggr [}H_{n}-\left(H_{n+k}-H_{k}\right){\Biggr ]}={\frac {1}{k}}\cdot {\Biggr [}H_{k}+H_{n}-H_{n+k}{\Biggr ]}}
ahol a {\displaystyle H_{n}} az első n pozitív egész szám reciprokainak összegét, azaz az n-dik harmonikus számot adja meg.
Ezen összeg {\displaystyle n\rightarrow \infty } esetben:
{\displaystyle \sum _{i=1}^{\infty }{\frac {1}{i(i+k)}}=\lim _{n\rightarrow \infty }{\frac {1}{k}}\cdot {\Biggr [}H_{k}+H_{n}-H_{n+k}{\Biggr ]}={\frac {1}{k}}\cdot {\Biggr [}\lim _{n\rightarrow \infty }H_{k}+\lim _{n\rightarrow \infty }\left(H_{n}-H_{n+k}\right){\Biggr ]}={\frac {H_{k}}{k}}}
Következtetésképpen megállapíthatjuk, hogy a k különbségű pozitív téglalapszámok reciprokainak összege {\displaystyle {\frac {H_{k}}{k}}}, ahol {\displaystyle H_{k}} a k-dik harmonikus szám.

## További tulajdonságaik
Az n-edik téglalapszám megegyezik az első n páros egész szám összegével.
Ebből következik az is, hogy az összes téglalapszám páros, és közülük egyedül a 2 prímszám. Szintén a 2 az egyetlen Fibonacci-téglalapszám és az egyetlen téglalap Lucas-szám.
A négyzetes mátrix átlón kívüli elemeinek száma mindig téglalapszám.
A tény, hogy az egymást követő egészek mindig relatív prímek, a téglalapszámok pedig két egymást követő egész szorzatai, néhány új tulajdonsághoz vezetnek. A téglalapszám minden prímtényezője az őt alkotó tényezők közül pontosan az egyikben fordul elő. Tehát egy téglalapszám csakkor négyzetmentes, ha n és n + 1 is négyzetmentesek. A téglalapszámok különböző prímtényezőinek száma megegyezik az n és n + 1 különböző prímtényezői számának összegével.
További tulajdonsága a téglalapszámoknak, hogy az n-nél 0,5-del nagyobb szám négyzete pont az n-edik téglalapszámnál 0,25-dal nagyobb. Például: 7,52 = 56,25. Ezért az 5-re végződő egész négyzetszámok négyzete 25-re végződik úgy, hogy az azt megelőző számjegyek téglalapszámot alkotnak.
Még egy másik tulajdonságuk, hogy bármelyik n alapú számrendszerben az n-edik, vagyis a számrendszer alapszámával megegyező sorszámú téglalapszám 110 alakban írható fel. Például a nyolcas számrendszerben az 1108 szám 72-t jelent, amely pont a 8. téglalapszám. A tízes számrendszerben épp a tizedik téglalapszám írható fel 110 (száztíz) alakban. Ennek oka ugyanaz, ami miatt a n2 + n is az egyik kiszámítási képlet alternatívája, vagyis az n-edik téglalapszám az n szám (számrendszer alapszáma) első két hatványának összege.

## Fordítás
- Ez a szócikk részben vagy egészben a Pronic number című angol Wikipédia-szócikk ezen változatának fordításán alapul.  Az eredeti cikk szerkesztőit annak laptörténete sorolja fel. Ez a jelzés csupán a megfogalmazás eredetét és a szerzői jogokat jelzi, nem szolgál a cikkben szereplő információk forrásmegjelöléseként.